# Beijing BJ20

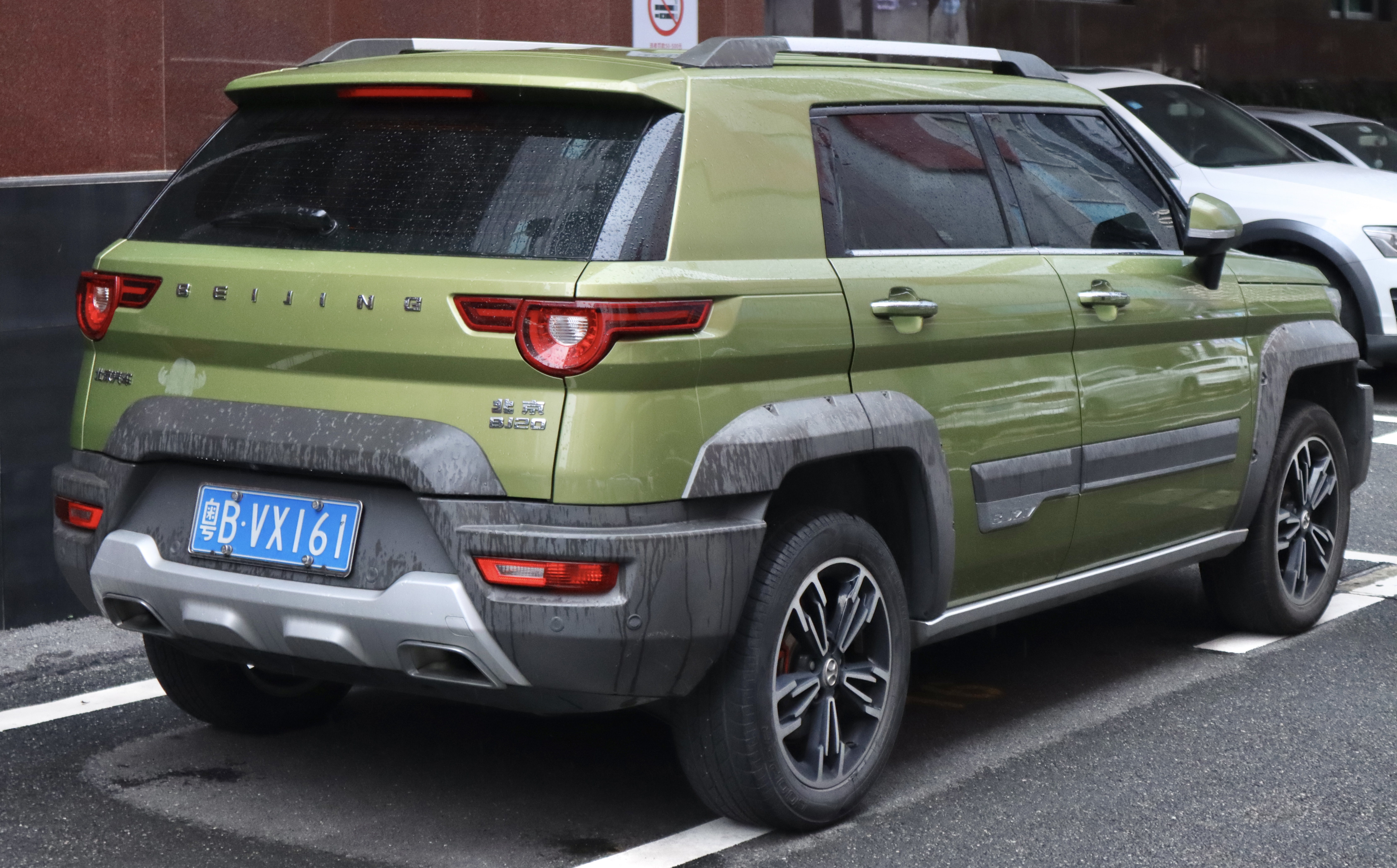
Heckansicht

Der Beijing BJ20 ist ein Sport Utility Vehicle des chinesischen Automobilherstellers Beijing Automobile Works, das unterhalb des Beijing BJ40 positioniert ist.

## Geschichte
Einen ersten Ausblick auf das SUV präsentierte BAW im April 2015 auf der Shanghai Auto Show mit dem seriennahen Konzeptfahrzeug Beijing BJ20 Concept. Die Produktion des Serienfahrzeugs startete Ende Dezember 2015 im chinesischen Zhenjiang. Präsentiert wurde der Wagen auf der Beijing Auto Show im April 2016. Ab Herbst 2016 wurde es auf dem chinesischen Markt verkauft. Technisch basiert das SUV auf dem etwas längeren Beijing Senova X65. Der im März 2018 eingeführte Changhe Q7 nutzt die gleiche Plattform. Wie der BJ40 wurde der BJ20 vom Importeur Indimo in Deutschland angeboten. In einigen Staaten Lateinamerikas (z. B. Mexiko) ist das Fahrzeug auch erhältlich.

## Technische Daten
Angetrieben wird der BJ20 von einem aufgeladenen 1,5-Liter-Ottomotor mit einer maximalen Leistung von 110 kW (150 PS) von Mitsubishi Motors, der unter anderem auch im Beijing Senova X55 und im Beijing Weiwang S50 zum Einsatz kommt. Serienmäßig hat das SUV ein 6-Gang-Schaltgetriebe, wahlweise ist ein stufenloses Getriebe erhältlich. Allradantrieb ist nicht verfügbar.
|                                             | 1.5T                          |
| ------------------------------------------- | ----------------------------- |
| Bauzeitraum                                 | 12/2015–07/2020               |
| Motorkenndaten                              |                               |
| Motortyp                                    | Reihen-Vierzylinder-Ottomotor |
| Motoraufladung                              | Turbolader                    |
| Hubraum                                     | 1499 cm³                      |
| max. Leistung bei min−1                     | 110 kW (150 PS) / 6000        |
| max. Drehmoment bei min−1                   | 210 Nm / 2000–4500            |
| Kraftübertragung                            |                               |
| Antrieb, serienmäßig                        | Vorderradantrieb              |
| Getriebe, serienmäßig                       | 6-Gang-Schaltgetriebe         |
| Getriebe, optional                          | (Stufenloses Getriebe)        |
| Messwerte                                   |                               |
| Höchstgeschwindigkeit                       | 180 km/h (170 km/h)           |
| Beschleunigung, 0–100 km/h                  | k. A. (k. A.)                 |
| Kraftstoffverbrauch auf 100 km , kombiniert | 7,3 l Super (7,6 l Super)     |
| Leergewicht                                 | 1440 kg (1460 kg)             |
| Tankinhalt                                  | 60 l                          |

Werte in runden Klammern gelten für Modelle mit optionalem Getriebe.